# Special Olympics Albanien
Special Olympics Albanien (englisch: Special Olympics Albania) ist der albanische Verband von Special Olympics International. Sein Ziel ist die Förderung von Sport für Menschen mit geistiger Beeinträchtigung und die Sensibilisierung der Gesellschaft für diese Mitmenschen. Außerdem betreut er die albanischen Athletinnen und Athleten bei den Special-Olympics-Wettkämpfen.
Special Olympics Albanien wurde 2017 mit Sitz in Tirana gegründet. Der Künstler Roland Hysi war 2019 der Direktor der Organisation.

## Aktivitäten
Im März 2022 rief das albanische Ministerium für Bildung und Sport in Zusammenarbeit mit Special Olympics Albanien und dem Nationalen Olympischen Komitee Albaniens das Projekt Sport für alle ins Leben. Es soll Schüler mit unterschiedlichen Fähigkeiten unterstützen. Es ermöglicht ihnen die Teilnahme an Wettbewerben in regionalen Turnieren in den fünf Sportarten Fußball, Basketball, Leichtathletik, Tischtennis und Schwimmen.

### Teilnahme an Weltspielen vor 2020
Bei den Special Olympics World Summer Games in Abu Dhabi im Jahr 2019 erzielten die Athleten Gersi Troka in der Disziplin Schwimmen und Lulëzim Koçi in der Disziplin Leichtathletik erfreuliche Ergebnisse.

### Teilnahme an den Special Olympics World Summer Games 2023 in Berlin
Special Olympics Albanien nahm an den Special Olympics World Summer Games 2023 teil. Die Delegation wurde vor den Spielen im Rahmen des Host Town Program von  Sangerhausen und dem Landkreis Mansfeld-Südharz betreut. Sie bestand aus zehn Athletinnen und Athleten sowie elf Begleitern. Das Team gewann bei diesen Weltspielen eine Gold-, zwei Silber- und zwei Bronzemedaillen.

### Teilnahme an Weltspielen nach 2023
- 2025 Special Olympics World Winter Games, Turin, Italien (6 Athletinnen und Athleten)[7]